# Charlie Chan a Reno
Charlie Chan a Reno (Charlie Chan in Reno) è un film del 1939 diretto da Norman Foster sul personaggio di Charlie Chan, ispettore cinese della polizia di Honolulu creato da Earl Derr Biggers e qui interpretato dall'attore Sidney Toler.

## Trama
Mary Whitman è giunta a Reno per ottenere il divorzio dal marito. Mentre si trova in albergo, viene sospettata ed arrestata per aver ucciso Jeanne Bently, la donna che il marito Curtis voleva sposare. Molti altri però volevano la morte di Jeanne, che, oltretutto, aveva appena vinto una forte somma al gioco. Charlie Chan partito da Honolulu per risolvere l'omicidio su commissione dell'ormai ex marito di Mary che l'investigatore ha accompagnato a Reno, scoprirà delle tracce di acido che lo aiuteranno a risolvere il delitto.

## Produzione
Le riprese del film, prodotto dalla Twentieth Century Fox Film Corporation con il titolo di lavorazione Death Makes a Decree, durarono dal 23 gennaio fino al 24 febbraio 1939.

## Distribuzione
Il film fu presentato in prima a New York nella settimana del 31 maggio 1939. Distribuito dalla Twentieth Century Fox, uscì nelle sale statunitensi il 16 giugno 1939.